# قصة الأخوات الفقراء
قصة الأخوات الفقراء (باليابانية: 貧乏姉妹物語، بالروماجي: Binbō Shimai Monogatari) هي سلسلة مانغا يابانية من تأليف إيزومي كازوتو. تم تحويلها إلى مسلسل أنمي تلفزيوني من قبل استوديو توي أنيميشن وتم بثها في اليابان في 29 يونيو 2006 حتى 14 سبتمبر 2006، وتكون من 10 حلقات.

## القصة
كيو فتاه تدرس في المرحلة المتوسطة وهي تعيش مع اختها الصغرى آسو بعد أن غادر والدهما المنزل وتوفيت امهما، بالرغم من كل هذه الأحزان لا يبدو عليها الاكتئاب بل يعيشان في سعاده معا، بسبب تغير في القوانين منذ بضع سنين، كيو تستطيع أن تعمل بالرغم من انها لا تزال في
المرحلة التوسطة. فبدأت بالعمل كبائعه جرائد. في المقابل كانت آسو تقوم بالأعمال المنزليه لمساعدة اختها الكبرى. كان يعيش بالقرب منهم اشخاص وجيران طيبون مثل صاحب الفندق والكاتبة الروائية، وكانا يرعيان الفتاتين بكل نبل، تواجه الأختان يوميا مواقف صعبه ولكنهما يتغلبان عليها معا، هذه القصة دافئه وترسم الاحداث اليومية لكيو واختها آسو التي تعيشان وحدهما في غرفة صغيره عمرها 40 سنه في مبنى قديم والتي إيجارها 26.000 ين شهريا.

## الموسيقىين
الأغنية الاستفتاحية من شينكوكيو من قبل سبلاش كاندي، وأغنية النهاية من حياة سويوكازي من قبل كاناكو ساكي.

## الصلات الخارجية
- Toei Animation's Official Site (باليابانية)
- avex mode's Official Site (باليابانية)

قصة الأخوات الفقراء على موقع ANN manga (الإنجليزية)